# Харбинская и Маньчжурская епархия
Харби́нская и Маньчжу́рская епа́рхия (кит. 哈尔滨教区) — каноническое, структурное и территориально-административное подразделение Китайской православной церкви.
С 1922 по 1945 годы находилась в юрисдикции Русской православной церкви заграницей. Кафедральный храм — Никольский собор в Харбине. Второй кафедральный храм — Софийский собор.

## История
С момента появления первого прихода в Харбине в 1898 году приходы в Маньчжурии подчинялись Русской духовной миссии в Пекине. Однако в 1907 приходы храмы полосы отчуждения КВЖД в административном отношении были подчинены Владивостокской епархии. В ведении Русской духовной миссии в Пекине остались Благовещенское подворье в Харбине и подворье в посёлке Маньчжурия.
Для окормления многотысячной православной диаспоры, оказавшейся на территории Маньчжурии после Революции в России Указом Высшего церковного управления за границей от 29 марта 1922 года в полосе отчуждения КВЖД учреждалась епархия с кафедрой в Харбине, правящему архиерею усваивался титул — епископ Харбинский и Цицикарский. Харбинская епархия была независима от Русской духовной миссии в Пекине и непосредственно подчинялась Архиерейскому синоду РПЦЗ.
2/15 августа того же года определением Временного Церковного Управления Заграницей на основании представления архиепископа Мефодия от 17/30 июня постановил «епископа Харбинской епархии впредь именовать епископом Харбинским и Маньчжурским».
Торжественное открытие епархии состоялось 14/27 сентября того же года при 28 церквах; три года спустя насчитывалось уже более 40 приходов и два монастыря — мужской и женский. После передачи КВЖД под контроль советско-китайской администрации, положением епархии ухудшилось в связи с проведением советской администрацией активной атеистической пропаганды на дороге. Уже 30 октября 1924 года был упразднен Церковный отдел КВЖД, церковнослужители лишены окладов и выселены из служебного жилья, сняты иконы из служебных кабинетов, а с 1 января 1925 года прекращено финансирование в школах КВЖД преподавания Закона Божьего. Советские активисты стали проводить «красные Пасхи», «красные похороны» и т. п.. В советизированных 32 школах КВЖД с 10546 учащимися преподавали 638 человек, большинство из которых (635 человек) были из советской России.
В пределах епархии в 1920-х годы оказалось около 500 тысяч русских. Из 400 тысяч населения Харбина китайцев было немного более 100 тысяч, а русских тоже около 100 тысяч человек. Русские, которые обслуживали железную дорогу, подчинялись советскому и китайскому правительству одновременно. Из 100 тыс. русского населения Харбина примерно 50 % были белоэмигранты, и почти 40 % были люди, считавшиеся советскими гражданами.
Положение белоэмигрантов вначале было очень тяжелым, потому что китайцы нередко выдавали их советскому правительству. Огромными налогами китайские чиновники облагали хозяйства крестьян и казаков. Грабили их и шайки китайских и русских бандитов. В 1929 году русские красные отряды вторглись в пределы Маньчжурии в Трёхречье. Митрополит Антоний (Храповицкий) обратился тогда ко всем народам мира: «Душу раздирающие сведения идут с Дальнего Востока. <…> Уничтожаются целые поселки русских, истребляется все мужское население, насилуются и убиваются дети, женщины. Нет пощады ни возрасту, ни полу, ни слабым, ни больным. Все русское население, безоружное, на китайской территории Трёхречья умерщвляется, расстреливается с ужасающей жестокостью и с безумными пытками». Волна русских беженцев хлынула в Харбин. Их приютил «Дом-убежище» и другие социальные организации Харбинской епархии, и лишь к 1930 году они стали возвращаться в Трёхречье. К 1930 году в Маньчжурии было уже более 80 православных церквей, в самом Харбине их было 26. Целенаправленной миссионерской деятельности в епархии не велось; православие воспринималось как церковь русского народа.
В 1932 году Маньчжурию оккупировали японские войска, было образовано марионеточное государство Маньчжоу-го со столицей в Синьцзине (Чанчунь). Русские встречали оккупационные японские войска как освободителей, поскольку в первое время прекратился произвол китайских чиновников и набеги красных отрядов из России. Однако вскоре политика изменилась: в Маньчжурии были закрыты все русские учреждения и фирмы. Советский Союз в 1935 году вынужденно продал КВЖД за символическую сумму. Постепенно японские власти стали вмешиваться и в церковные дела. В июле 1937 года японские войска захватили Пекин, Тяньцзинь и Шанхай, а в 1940 году был арестован глава Российской Духовной Миссии в Пекине архиепископа Виктор (Святин), которого заставили его передать Харбинской епархии все храмы в Северной Маньчжурии, так как он не имел права по мнению японцев управлять ими с территории другого государства.
С мая 1941 года в составе Харбинской епархии действовали Цицикарское и Хайларское викариатства.
В 1943 году японская администрация стала требовать от всех граждан Маньчжурии публичного поклонения верховной богине японского пантеона Аматерасу. Отказавшихся от церемониальных поклонений, преследовали по действующему в Японии законодательству. Православным архиереям после долго хлопот и борьбы удалось добиться разрешения об отмене для русских поклонения синтоистским божествам.
В июле 1945 года на Епископском совещании в Харбине было принято решение просить Патриарха Алексия о переходе Харбинской епархии в Московский Патриархат.
После поражения Японии во Второй мировой войне в августе 1945 году, Маньчжурия была занята советскими войсками. 18 августа 1945 года Харбин под звон церковных колоколов встречал вступление в город передовых подразделений Красной Армии, однако за армейскими частями в город вошли подразделения НКВД «СМЕРШ». Не успели закончиться торжественные митинги, приёмы, встречи, концерты и другие официальные мероприятия, а в городе уже начались аресты.
24 октября того же года в Харбин прибыли епископа Ростовский и Таганрогский Елевферий (Воронцов) и священник Григорий Разумовский с целью «воссоединить находящихся в расколе» на территории Маньчжурии архиереев. 27 октября епископ Елевферий совершил всенощное бдение в Благовещенском храме Митрополичьего подворья, и сказал слово, в котором объявил «о состоявшемся воссоединении харбинских иерархов и в лице их — всего подведомственного им духовенства и паствы с Матерью-Церковью, о переходе их в послушание Вашего Святейшества, поздравил их с этою великою радостию и призывал блюсти это единение и послушание, в которых — залог нашего спасения». 15 ноября епископ Елевферий и священник Григорий покинули Китай. Согласно отчёту епископа Елевферия, написанном по итогам поездки, «В епархии всего имеется 77 церквей, из числа которых — 20 в Харбине; все церкви разделены на 13 благочиний. Имеются в епархии 4 монастыря: Казанский мужской монастырь в г. Харбине, Богородице-Владимирский женский монастырь в г. Харбине, Богородице-Владимирский мужской монастырь в Солнечной Пади близ поселка Верх-Угра и Табынско-Казанский женский монастырь в Какакаши. Монашествующих в каждом не более 20 человек. Духовенством епархия изобилует; не только не имеется вакантных мест, но 20 священнослужителей — сверхштатные».
27 декабря 1945 года Священный Синод Русской православной церкви постановил считать воссоединенными с Русской Православной Церковью с 26 октября 1945 года архипастырей: митрополита Харбинского Мелетия, архиепископа Димитрия (Вознесенского), архиепископа Нестора (Анисимова), архиепископа Виктора (Святина), епископа Цицикарского Ювеналия (Килина) и начальника Корейской Миссии архимандрита Поликарпа (Приймака), клир и мирян Харбинской епархии. В пределах Китая и Кореи был образован единый митрополичий округ с присвоением митрополиту титула Харбинский и Восточно-Азиатский. Хайларское и Цицикарское викариатства Харбинской епархии упразднялись, а управлявшие ими архиепископ Димитрий (Вознесенский) и епископ Ювеналий (Килин) должны были вернуться в Россию.
11 июня 1946 года митрополичий был преобразован в Восточно-Азиатский экзархат, включивший в себя Харбинскую епархию и духовную миссию в Корее, а с октября 1946 года и Пекинскую епархию. Экзархом стал Нестор (Анисимов), возведённый в сан митрополит Харбинского и Маньчжурского.
В 1948 году митрополит Нестор (Анисимов) был арестован. В управление епархией вступил епископ Цицикарский Никандр (Викторов), назначенный в 1950 году епископом Харбинским. В период управления им епархией русское население, составлявшее большую часть верующих в этой стране, быстро убывало. 27 февраля 1956 года в переполненном Свято-Николаевском кафедральном соборе епископ Никандр в последний раз отслужил Божественную литургию, после чего покинул Китай, поручив архиепископа Пекинскому Виктору (Святину) «временно взять Харбинскую епархию под своё святительское попечение впредь до определения ее положения». С отъездом правящего архиерея и православного духовенства на Родину значительно ускорился «великий исход» русского населения из Маньчжурии.
В 1957 году Китайской православной церкви была дарована автономия, а Харбинская епархия была передана в юрисдикцию новообразованной церковной структуры, однако епископ сюда назначен не был. Епархиальный Совет обращался к епископу Пекинскому Василию (Шуану) с просьбой принять Харбинскую епархию под своё управление. Посетивший Харбин в октябре 1957 году епископ Василий это предложение отклонил, ссылаясь на занятость делами Пекинской епархии. Тем не менее в храмах Харбинской епархии его поминали за богослужением как правящего архиерея.
После визита Патриарха Кирилла в Китай усилиями Отдела внешних церковных связей Московского Патриархата и представителей русской общины в Харбине удалось согласовать с Управлением по делам религии города Харбина и провинции Хэйлунцзян регулярные визиты русского священника из Владивостокской епархии. Так, в 2014 году были совершены службы на Пасху и на престольный праздник Покрова. А уже в 2015 году разрешили шесть поездок. К началу 2016 года православная община Харбина — «это дети и внуки смешанных семей старого „русского“ Харбина. Есть, конечно, и китайцы не из смешанных семей — те, которых крестил почивший в 2000-м году настоятель Покровского храма отец Григорий Джу». Из всех храмов Харбинской епархии к тому времени оставались: «ныне действующий Покровский храм, затем символ Харбина — Софийский собор, он сейчас является музеем <…>. В парке культуры есть Успенская церковь, в данное время идут переговоры, чтобы сделать её также действующим храмом Харбина. Храм в честь Иверской иконы Божией Матери стоит в жилом массиве. Пятый храм — это копия Никольского собора, который в годы культурной революции был разобран по брёвнам. Есть ещё Алексеевская церковь, сейчас она используется протестантами в качестве кирхи… Наконец, по линии КВЖД сохранился в одной деревне русский храм в честь Введения во храм Пресвятой Богородицы — большой, просторный, красивый; в настоящее время в нем находится музей КВЖД.».

## Епископы
- 24 марта 1922 — 28 марта 1931 — Мефодий (Герасимов)
- 1 апреля 1931 — 6 апреля 1946 — Мелетий (Заборовский)
- апрель 1946—1950 — Нестор (Анисимов)  с июня 1948 — формально, находился в заключении
- июнь 1948 — 7 февраля 1956 — Никандр (Викторов)  до 18 августа 1950 — в/у, еп. Цицикарский
- 30 мая 1957 — 3 января 1962 — Василий (Шуан)  в/у, еп. Пекинский
- 17 февраля 1997 — 5 декабря 2008 — Алексий (Ридигер)  в/у, патриарх Московский и всея Руси
- с 6 декабря 2008 — Кирилл (Гундяев)  в/у, патриарх Московский и всея Руси

## Храмы
Харбин
- Николаевский градо-Харбинский кафедральный собор с Иверской часовней
- Храм в честь Иверской Божией Матери на Офицерской улице
- Иверская церковь в Госпитальном городке
- Храм в честь Софии Премудрости Божией
- Храм в честь Святителя Алексия, Митрополита Московского и всея России Чудотворца в посёлке Модягоу
- Храм в честь Святителя Митрополита Алексия, Московского и всея России на Зелёном Базаре
- Храм святителя Николая в Старом Харбине
- Храм в честь Пророка Божия Илии в районе Механических Мастерских
- Храм во имя святых благоверных князей Бориса и Глеба в Остроумовском Городке
- Церковь в честь Первоверховных Апостолов Петра и Павла в Сунгарийском Городке
- Храм в честь Святителя и Чудотворца Николая в посёлке Затон
- Храм в честь Пророка Предтечи и Крестителя Господня Иоанна в Московских Казармах
- Покровская (украинская) церковь
- Успенская церковь на Новом кладбище
- Иоанно-Богословская церковь приюта-школы «Русский дом» в Славянском городке
- Димитриевская церковь при женской обители
- Преображенская церковь в Корпусном городке

Церкви Трёхречья (Трёхреченское благочиние)
- Храм в честь Покрова Пресвятой Богородицы в посёлке Верх-Кули
- Храм во имя архангела Михаила в посёлке Верх-Урга
- Храм во имя апостолов Петра и Павла в посёлке Драгоценка (Найлумту)
- Храм в честь Казанской иконы Божией Матери в посёлке Ключевой
- Храм во имя святого Алексия в посёлке Кыцынор
- Храм во имя святого Николая в посёлке Найджин-Булак
- Храм в честь Казанской иконы Божией Матери в посёлки Покровка

Церкви северо-западной Маньчжурии (Хайларское викариатство)
- Храм в честь Преображения Господня в городе Хайлар
- Храм в честь Казанской иконы Божией Матери в городе Маньчжурия
- Храм во имя святого Серафима в городе Маньчжурия
- Храм во имя святых Николая и Алексия на ст. Аньда
- Храм во имя святого Сергия на ст. Барим
- Храм во имя святой Александры на ст. Бухэду
- Храм во имя святого Николая на ст. Мяньдухэ
- Храм в честь Введения во храм Пресвятой Богородицы на ст. Фуляэрди
- Храм во имя святого Пантелеимона на ст. Хинган
- Храм во имя святых апостолов Петра и Павла на ст. Цицикар
- Храм во имя святого Николая на ст. Чжаланьтунь
- Храм во имя пророка Илии на ст. Чжалайнор
- Храм во имя архангела Михаила на Чжалайнорских копях
- Храм в честь Казанской иконы Божией Матери на ст. Якеши
- Приход в Ононерском (Южно-Чжаланьтуньском) переселенческом районе
- Часовня во имя святого Николая в Халун-Аршане

Церкви восточной Маньчжурии
- Храм в честь Благовещения Пресвятой Богородицы на ст. Ашихэ
- Храм во имя Пресвятой Троицы на ст. Вейшахэ
- Храм во имя святого Сергия на ст. Имяньпо
- Храм во имя пророка Илии в селе Михаиловском (Тигровая Падь)
- Храм во имя архангела Михаила на ст. Мулин
- Храм в честь иконы Божией Матери «Нечаянная Радость» на Мулинских копях
- Храм во имя святого Николая на ст. Пограничная (ныне Суйфэньхэ)
- Храм во имя святого Георгия на ст. Хайлин
- Храм в честь Введения во храм Пресвятой Богородицы на ст. Ханьдаохэцзы
- Храм во имя Пресвятой Троицы на ст. Шитоухэцзы
- Храм в честь Казанской иконы Божией Матери в с. Эрдаохэцзы
- Храм в честь Казанской иконы Божией Матери на ст. Эрценцзянцзы
- Храм во имя святого Николая на ст. Эхо (Муданьцзян)
- Храм во имя святого Николая на ст. Яблоня

Церкви южной Маньчжурии
- Храм во имя святого Николая на ст. Куаньченцзы
- Храм в честь Преображения Господня на ст. Лаошагоу
- Храм во имя святых апостолов Петра и Павла на ст. Шуаньченпу
- Храм во имя святого Владимира на ст. Яомынь

## Викариатства
- Хайларское викариатство (1934—1946)
- Цицикарское викариатство (1941—1952)